# G7-Gipfel in Ise-Shima 2016

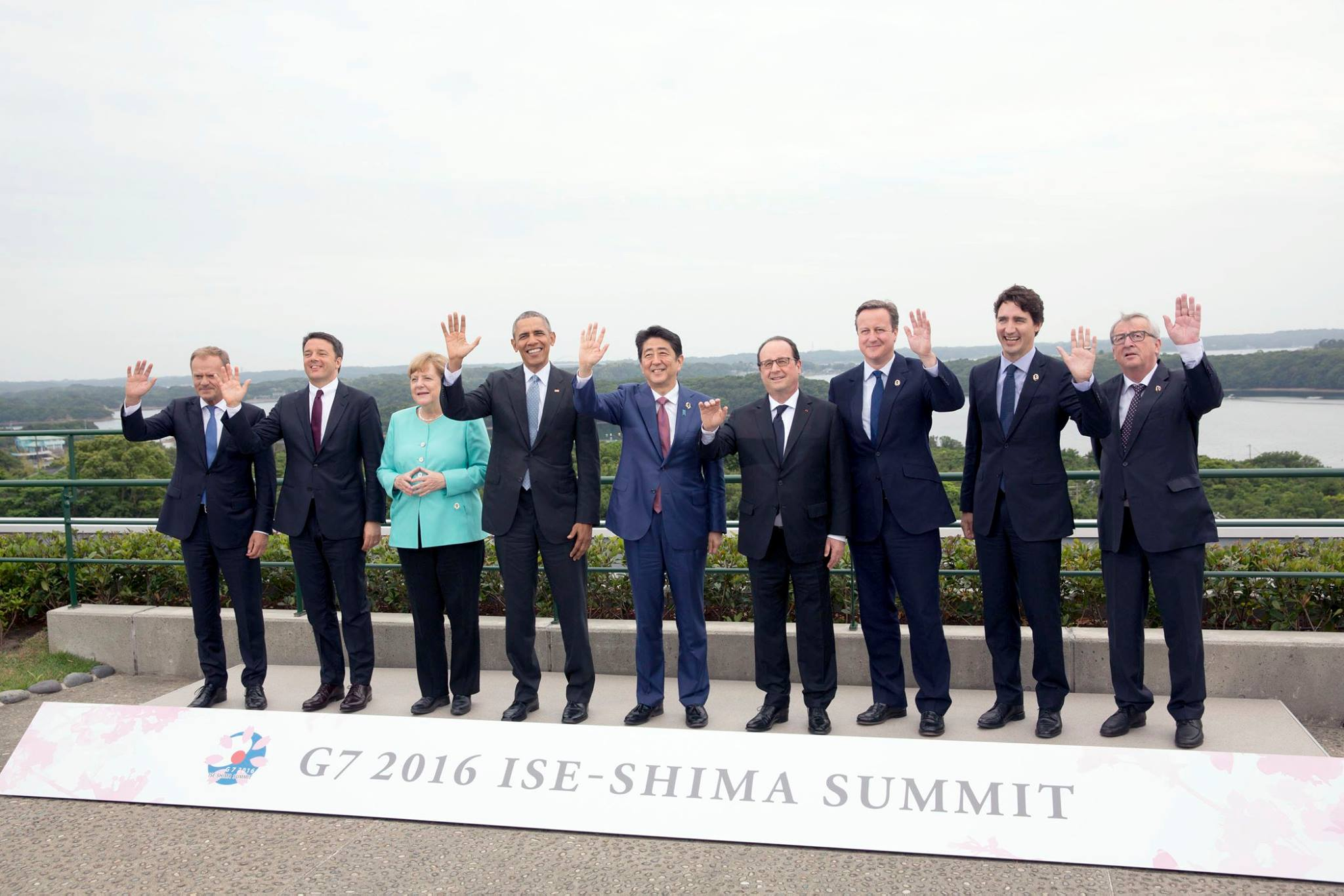
Gruppenfoto der Gipfelteilnehmer

Der G7-Gipfel in Ise-Shima 2016 war das 42. Gipfeltreffen der Regierungschefs der G7. Das Treffen fand unter dem Vorsitz des japanischen Premierministers Shinzō Abe am 26. und 27. Mai 2016 statt. Veranstaltungsort war das Shima Kanko Hotel auf der Insel Kashiko-jima vor der Küste von Honshū.

## Gastteilnehmer
Als Gäste nahmen die Regierungschefs Scheich Hasina Wajed (Bangladesch), Joko Widodo (Indonesien), Thongloun Sisoulith (Laos), Peter O’Neill (Papua-Neuguinea), Maithripala Sirisena (Sri Lanka), Idriss Déby (Tschad) und Nguyễn X. Phúc (Vietnam) an den Gesprächen teil.

## Weblink
- G7 Gipfelerklärung (Deutsch). Bundesregierung.de, 27. Mai 2017, abgerufen am 30. Mai 2017 (Die Gipfelerklärung in deutscher Sprache).